# Igor Mičieta
Igor Mičieta (* 7. června 1939 – 7. prosince 2012) byl slovenský lékař a místní politik v Bratislavě, československý politik Strany slobody, po sametové revoluci poslanec Sněmovny národů Federálního shromáždění.

## Biografie
K roku 1990 je profesně uváděn jako pracovník Institutu pro další vzdělávání lékařů a farmaceutů Podunajské Biskupice, bytem Bratislava.
V lednu 1990 nastoupil jako poslanec za Stranu slobody v rámci procesu kooptací do Federálního shromáždění po sametové revoluci do slovenské části Sněmovny národů (volební obvod č. 81 - Bratislava-Petržalka). Ve federálním parlamentu setrval do konce funkčního období, tedy do voleb roku 1990.
V komunálních volbách na Slovensku roku 2006 je uváděn jako kandidát do zastupitelstva bratislavského obvodu Dúbravka za SDKÚ-DS. Evidován je jako lékař - důchodce. Post zastupitele zastával i v předchozím volebním období. V červenci 2004 odešel do penze a místo práce v nemocnici pak působil jako lékař pro rekreanty v Itálii během letní turistické sezóny.